# Carlos Andrés Pérez
Carlos Andrés Pérez Rodríguez  (ur. 27 października 1922 w Rubio, zm. 25 grudnia 2010 w Miami) – wenezuelski polityk, dwukrotny prezydent Wenezueli (1974–1979 i 1989–1993). Na kilka miesięcy przed końcem drugiej kadencji parlament pozbawił go urzędu za defraudację publicznych pieniędzy.
Zmarł w szpitalu, na zawał serca.

## Odznaczenia
- Wielki Łańcuch Orderu Oswobodziciela (Wenezuela)
- Krzyż Wielki Orderu Francisco de Miranda (Wenezuela)
- Łańcuch Orderu Izabeli Katolickiej (Hiszpania, 1977)[potrzebny przypis]
- Członek Honorowy Orderu Jamajki[2]
- Wielki Łańcuch Orderu Świętego Jakuba od Miecza (Portugalia, 1977)[3]
- Kawaler Krzyża Wielkiego Orderu Zasługi Republiki Włoskiej Udekorowany Wielką Wstęgą (1976)[4]